# Gianism ~Nightmare no Kuse ni Namaikidazo
Gianism ~Nightmare no Kuse ni Namaikidazo é o Sétimo Álbum da banda japonesa Nightmare lançado em 10 de maio de 2006.

## Faixas
01. Believe

02. Akane

03. HATE

04. Over

05. M-aria

06. Mind Ocean

07. Kyokuto Ranshin Tengokou

08. Varuna

09. Flora

10. Tokyo Shōnen

11. Traumerei

12. Shian

13. Tsuki no Hikari, Utsutsu no Yume

14. Travel

15. Jibun no Hana

16. Dasei Boogie

17. Raven Loud speeeaker

18. LivEVIL